# Парижское кафе (картина Репина)
«Парижское кафе» — картина русского художника Ильи Ефимовича Репина, написанная в 1875 году в Париже.

## История создания

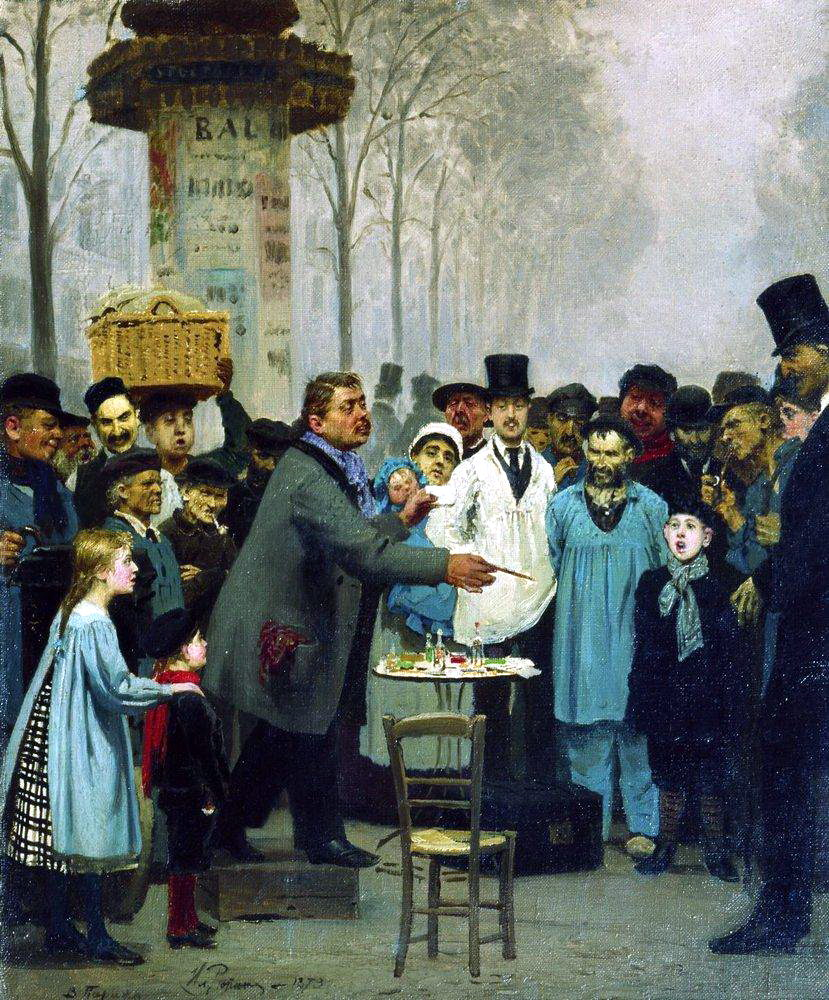
Продавец новостей в Париже. 1873. ГТГ. Холст, масло. 55,5 x 46,1 см

И. Е. Репин, окончивший в 1872 году Академию художеств с Большой золотой медалью, получил право на пенсионерскую поездку за границу. Он провёл несколько месяцев в Италии, а с сентября 1872 по июль 1876 года работал в Париже. Париж понравился Репину не сразу, но спустя несколько месяцев жизни во Франции он сумел оценить и город, и французов, и их искусство. В надежде найти небольшой заработок Репин начал писать небольшие жанровые сцены из парижской жизни, но они плохо продавались. Постепенно у Репина возникало понимание новых явлений французского искусства, поначалу вызывавших протест. Репин откладывает начатую было по академическому заказу картину «Садко» и с большой энергией приступает к новой работе — «Парижскому кафе», — для которой с увлечением пишет множество этюдов.
По мнению И. Э. Грабаря, эти этюды свидетельствуют о том, то Репин оказался под влиянием парижских художественных течений того времени, и они могли быть «приняты за произведения исключительно одарённого французского художника, современника ранних импрессионистов». Постепенно Репина заинтересовала живопись зарождающегося импрессионизма, особенно работы Эдуарда Мане: «У французов тоже появилось новое реальное направление или, скорее, карикатура на него — ужас, что это за безобразие, а что-то есть», — пишет он В. В. Стасову.
Зимой 1874—1875 года Репин заканчивает «Кафе» и выставляет его в Салоне 1875 года, хотя это и не разрешалось пенсионерам Академии художеств. По мнению художника, картина удалась, но не имела большого успеха, поскольку была повешена «так высоко, что ничего не разберёшь». С самого начала художник понимал сложность с поиском покупателя для картины. «Картина моя из парижской жизни — русские её не купят; неужели и французы не купят. Конечно, у них мало денег», — пишет Репин В. В. Стасову в марте 1874 года. Однако, её, по свидетельству Репина, хотел купить один американец, но не согласился на запрошенную автором цену.
Картина была доставлена в Россию, где осенью 1876 года экспонировалась на выставке в Академии художеств. Здесь она также не имела успеха. Уже сам выбор сюжета подвергся критике И. Н. Крамского, учителя и друга Репина, который полагал, что русскому художнику следует оставаться в рамках своих национальных тем.
Уже после выставки Репин упорно работал над этим холстом. Он полностью переписал голову женщины на переднем плане, придав ей другой поворот и в корне изменив выражение. Таким образом он придал этому персонажу иное социальное звучание, превратив самоуверенную кокотку в несчастную жертву социальных условий. Цель переделки остаётся неясной, вероятно художник пытался таким образом повысить коммерческую привлекательность полотна. В 1882 году картина была продана братьям И. И. и Б. И. Аванцо, владельцам художественного салона в Москве, у которых её купил промышленник и собиратель живописи Н. Д. Стахеев.
В 1916 году картина была продана шведскому коллекционеру Мартину Монсону в Стокгольм, который в 1936 году подверг её рентгеновскому исследованию и поручил реставратору удалить верхний слой записи и вернуть центральному персонажу и картине в целом первоначальный вид.
В течение следующего столетия картина выставлялась лишь трижды (в 1919 г. в Стокгольме, в 1935 г. в Лондоне и в 1980 г. в Хельсинки).
В 2011 картина была вставлена наследниками М. Монсона на аукционе Christie's, где за 4 521 250 фунтов стерлингов её приобрёл российский бизнесмен и коллекционер Вячеслав Кантор для московского Музея искусства авангарда.

## Описание картины
Как писал сам Репин, картина «изображает главные типы Парижа, в самом типичном месте». Мы видим большой зал с множеством столиков, за которыми сидят завсегдатаи парижских кафе. В центре — нарядно одетая женщина, «кокотка», пришедшая в кафе одна, и на которую оглядываются другие посетители заведения. Репин писал, что картина изображает не конкретное кафе, а обобщённое место в районе парижских бульваров.
Исследователями были выдвинуты различные гипотезы относительно прототипов персонажей, изображённых на картине. Известно, что живший в это время в Париже И. С. Тургенев познакомил Репина с Э. Золя, который ввёл художника в круг местной богемы. Вероятно, образцом для центрального персонажа послужила известная актриса и певица Анна Жюдик. Прототипом посетителя, читающего газету левее, мог быть писатель и критик Фердинанд Брюнетьер, черноусого мужчины в цилиндре, развернувшегося к «кокотке» — известный живописец Жан-Леон Жером (по другой версии это Ги де Мопассан). Катюль Мендес, французский поэт, предположительно, послужил образцом для посетителя в цилиндре и с сигарой, сидящего за столиком в глубине зала. В захмелевшем мужчине у правого края картины узнают натурщика, позировавшего Эдуарду Мане для картины «Le Bon Bock». Следует отметить, что не все историки согласны с этой интерпретацией.
Картина не была принята современниками, и, в первую очередь, протест вызвал её сюжет. После громкого успеха «Бурлаков на Волге» от Репина ожидали развития «народной» темы. Для Крамского и Стасова это стало поводом обсудить «народность», «национальный характер» искусства. «Искусство не наука, оно только тогда сильно, когда национально», — писал Крамской Репину. Репин отвечал, что народность зависит не от сюжета, а от самого художника: «Если она есть в субъекте, то он выразит её во всём, за что бы он ни принялся; он от неё уж не властен отделаться».
Стиль «Парижского кафе», его смелый, свободный колорит отразил реакцию Репина на современную французскую живопись, импрессионистов и особенно — Э. Мане. Фактически полотно Репина предвосхитило многочисленные работы импрессионистов, изображавших сцены в кафе и барах.
Экспериментальный, спонтанный характер живописи особенно впечатляет в этюдах, но сама картина написана более тщательно и не демонстрирует такой свободы живописной манеры.
Репин сохраняет характерную для русской школы повествовательность, академически правильно выстраивает драматическую композицию, в отличие от импрессионистов, фиксировавших, на первый взгляд, случайные сцены с натуры.

Общий цветовой тон картины правдив и красив, типы характеризованы метко и остро, в композиции нет ничего условного — вся сцена выхвачена из жизни и полна тонко наблюдённых случайностей, дающих ей живой трепет и занятность.
Единственным недостатком картины является некоторая засушенность живописи.
— источник: И. Э. Грабарь. Репин.

## Этюды

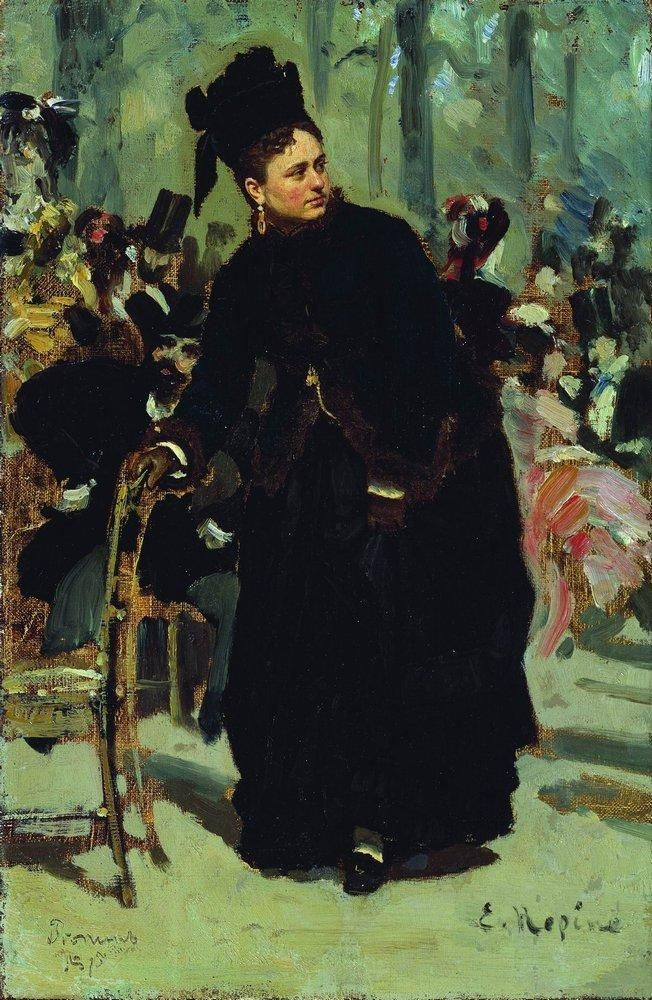
Этюд. Русский музей. Холст, масло. 40,3 х 26,5 см
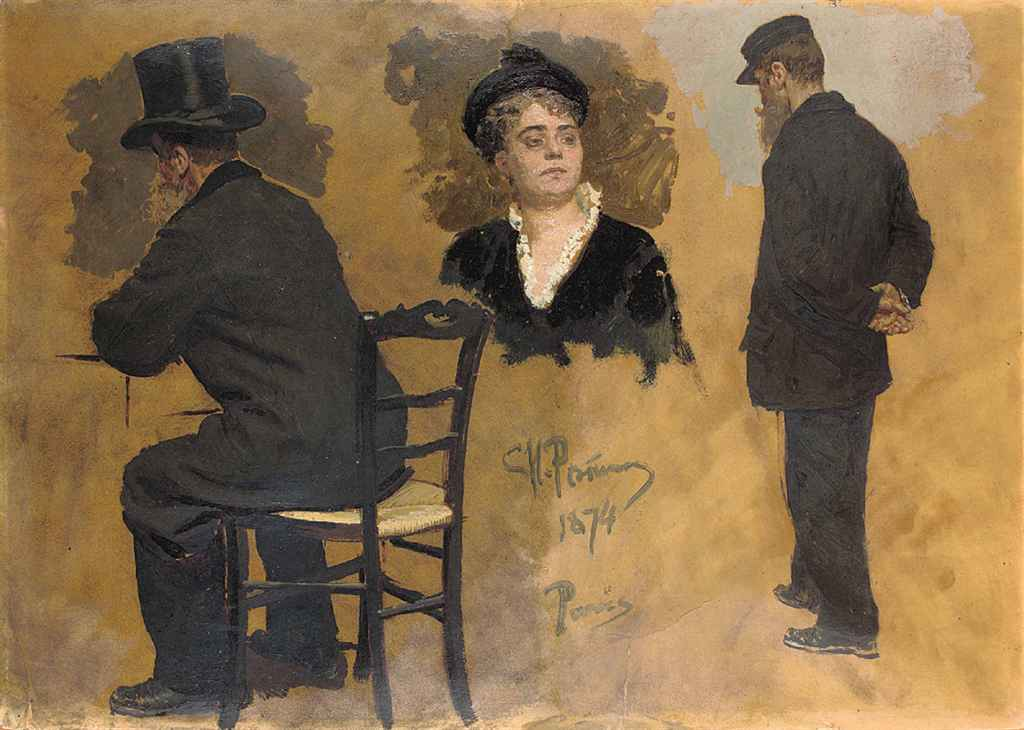
Этюд. Холст, масло. 32 x 45,3 см
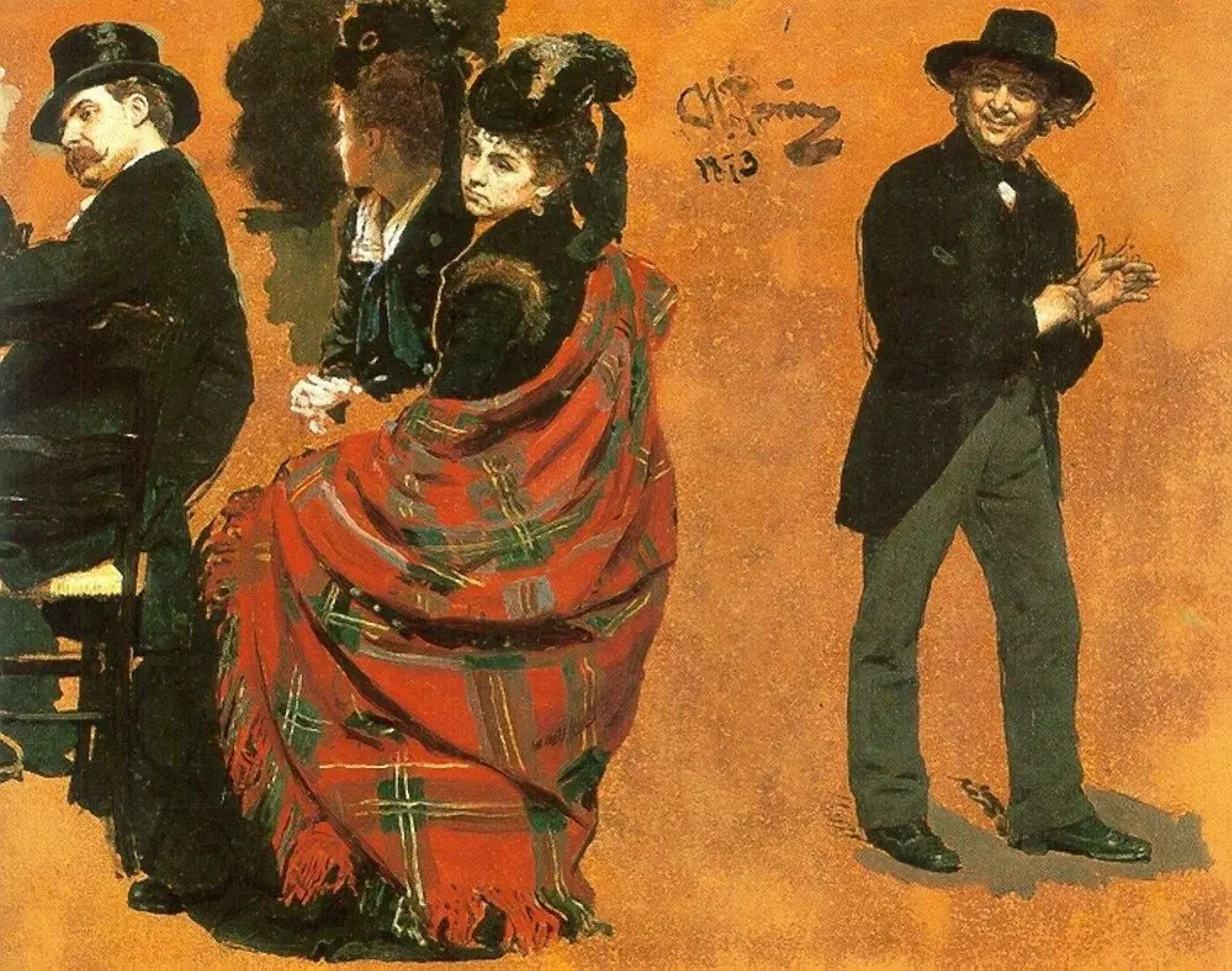
Этюд. Русский музей. Холст, масло.  31,5 х 47,5 см
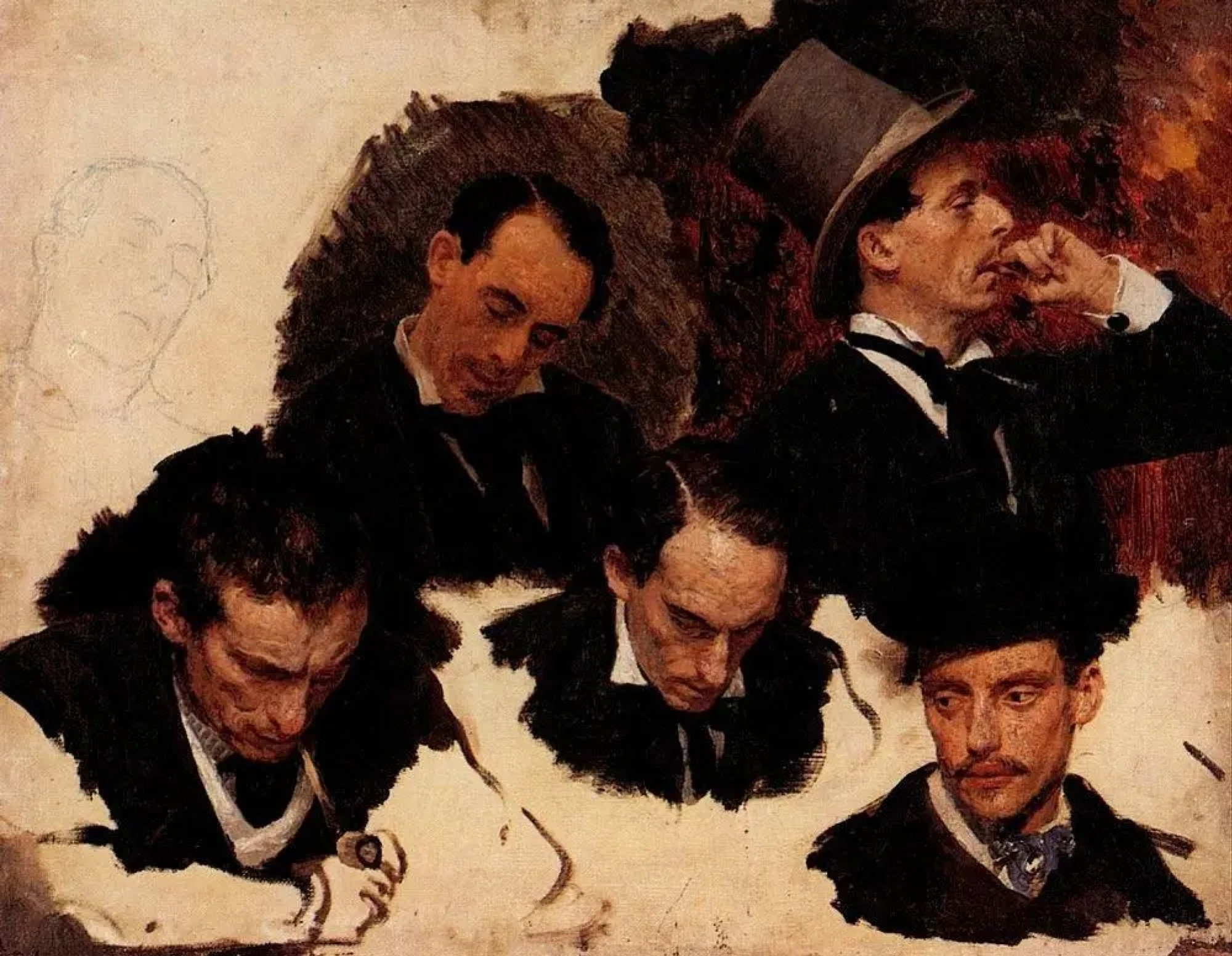
Этюд. Русский музей. Холст, масло. 38,5 х 49 см
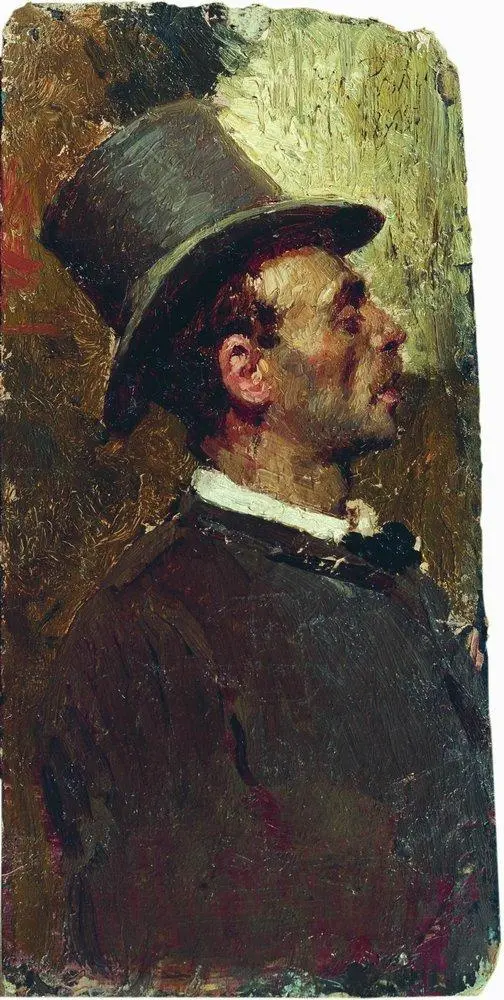
Этюд. Курская государственная картинная галерея имени А.А. Дейнеки. Картон, масло. 27,7 x 13,8 см
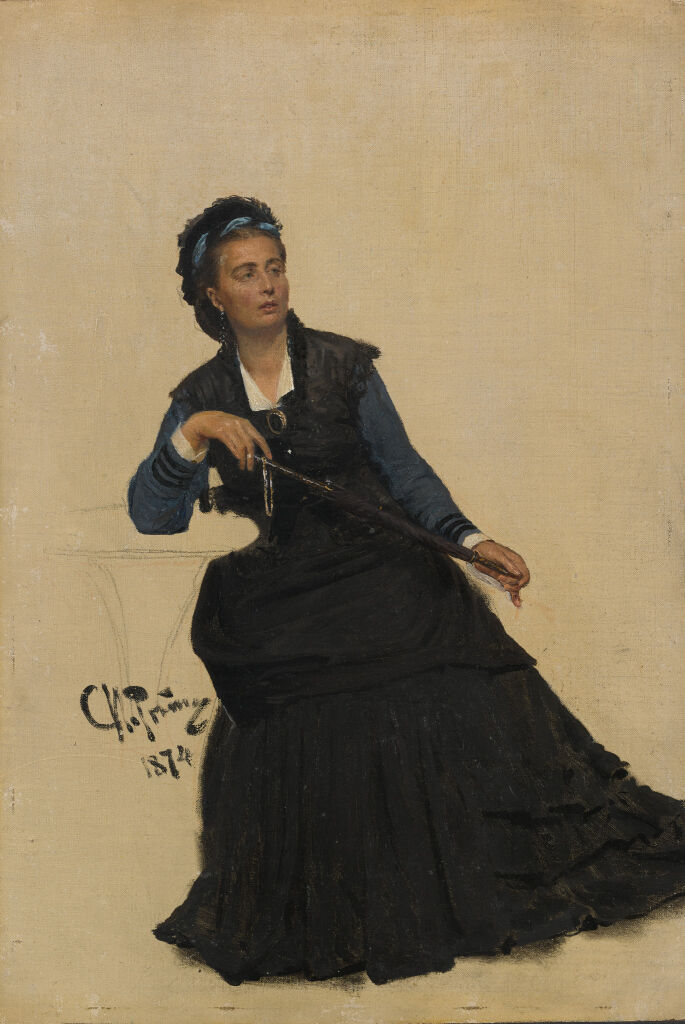
Этюд. Третьяковская галерея. Холст на картоне, масло. 41,5 х 28,3 см
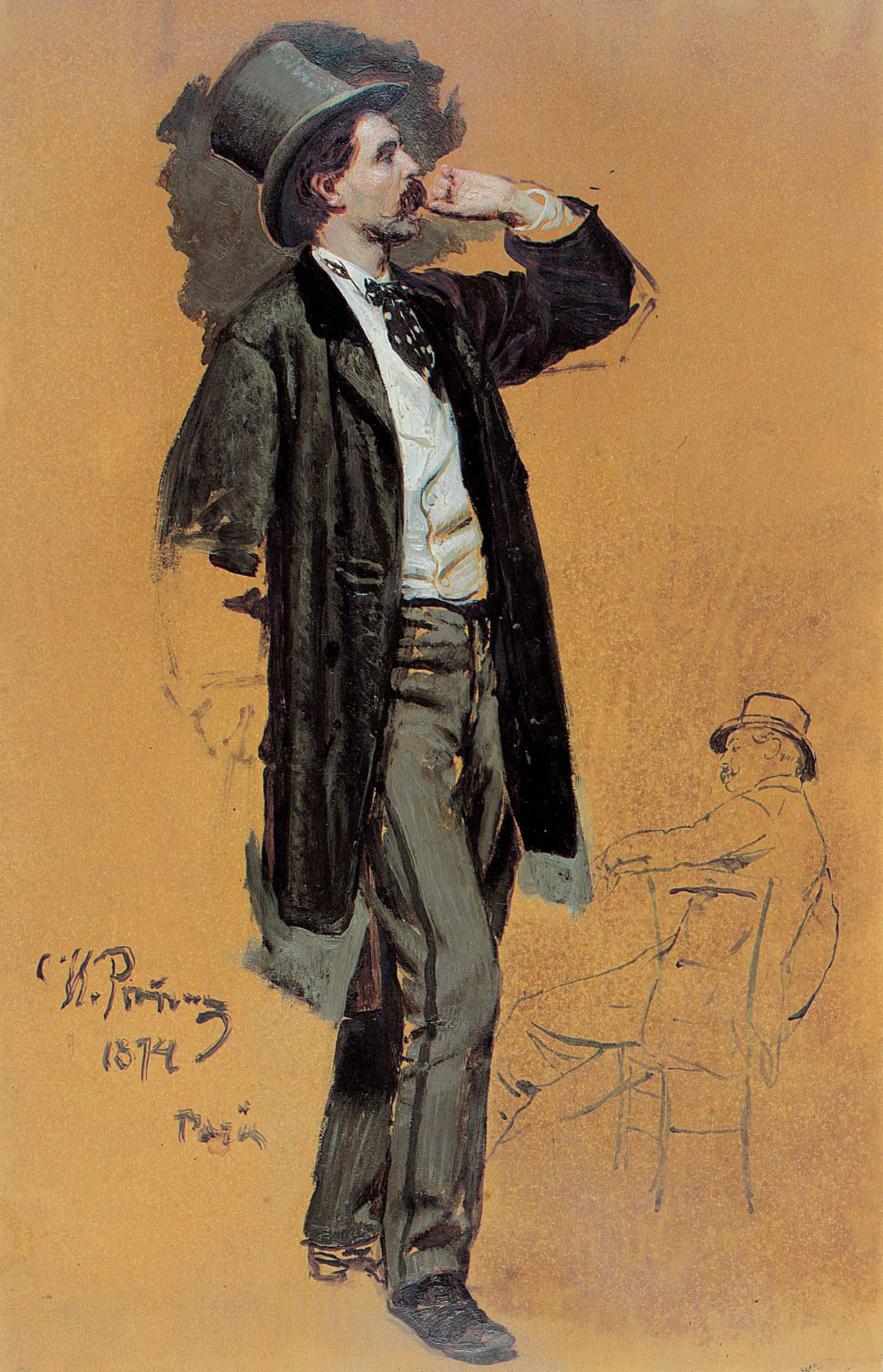
Этюд. Бумага на картоне, акварель, масло. 49,5 x 32,5 см
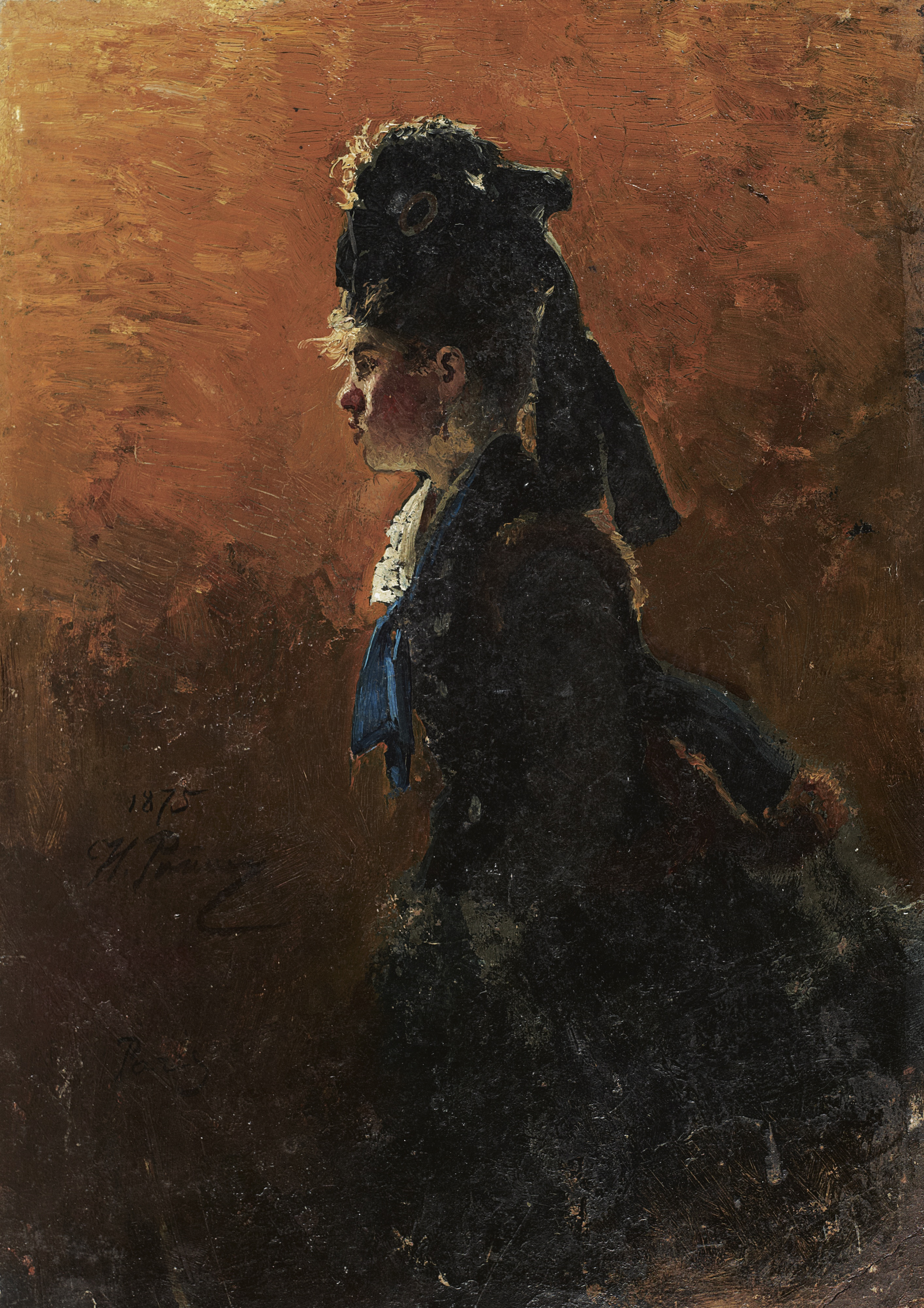
Этюд. Холст на картоне(?), масло. 35,5 х 25,5 см

## Комментарии
1. ↑  Одна из таких картин, «Продавец новостей в Париже», сейчас в Третьяковской галерее[2].